# Hakan Şükür
Hakan Şükür, né le 1er septembre 1971 à Sapanca dans la province de Sakarya, est un footballeur international turc d'origine albanaise qui évoluait au poste d'attaquant, avant de devenir une personnalité politique.
La Fédération de Turquie de football le désigne en 2004, à la demande de l'UEFA, comme le meilleur joueur turc des cinquante dernières années.

## Biographie
Hakan Şükür est né à Sapanca, district de la province de Sakarya,,.
Hakan Şükür est d'origine albanaise du Kosovo par son père et turque de Macédoine par sa mère. Son nom de famille est orthographié Shykyr en albanais. Il est le deuxième enfant du couple,.
Sa première femme, Esra Elbirlik, meurt lors du séisme de 1999 à Izmit.

### Carrière sportive
Il commence sa carrière professionnelle en 1988 à Adapazarı. Deux ans plus tard, il rejoint l'effectif du Bursaspor pour une durée de deux ans. Il est convoqué la première fois en équipe nationale en mars 1992 pour disputer un match face au Luxembourg.
Il est alors recruté par le Galatasaray. En huit saisons, il y remporte un nombre important de trophées, dont six championnats et la Coupe UEFA 1999-2000. Entretemps, il tente sa chance en Serie A italienne à l'été 1995. Il n'y dispute que cinq matchs avec le Torino FC avant de revenir en janvier 1996 dans le club stambouliote. Cette année là, il dispute son tournoi majeur lors de l'Euro 1996.
À l'été 2000, il rejoint l'Inter Milan contre une indemnité de 28 millions d'euros, avec à la clé un contrat de trois ans. Il déclare « En 1995 lors de ma première expérience dans le Calcio, je n'avais disputé que cinq rencontres avec Torino. Je n'étais pas encore assez mûr pour supporter la pression. Aujourd'hui à 29 ans, j'ai atteint l'âge de la maturité footballistique ». Convoqué pour disputer l'Euro 2000, il marque un doublé face à la Belgique lors du premier tour. Un an plus tard il rejoint le Parme FC. 
Parallèlement à cela, il qualifie son équipe nationale pour la Coupe du monde 2002 et contribue largement à son succès, puisque la Turquie atteint la troisième place cette année-là. Il inscrit notamment le but le plus rapide de l'histoire de la Coupe du monde lors du match pour la troisième place, contre la Corée du Sud, après seulement 10,8 secondes, à la suite d'une perte de balle du capitaine Hong Myung-bo.
À la suite de la compétition, le « Taureau du Bosphore » rejoint les Blackburn Rovers FC en Angleterre, mais il n'y obtient pas plus de succès qu'en Italie. Durant l'été 2003 il fait son retour à Galatasaray, où il est resté l'idole des supporteurs. Il arrive dans une équipe en pleine crise, aussi bien financière que sportive. Son rôle est de ressouder le groupe et partager son expérience avec les jeunes de l'effectif. Sur sa terre natale, il retrouve le chemin des filets. Le sélectionneur turc Ersun Yanal ne le convoque que rarement en équipe nationale, jugeant qu'un attaquant de pointe comme Hakan ne peut plus rien apporter au jeu turc, jusqu'à s'en priver après les qualifications de l'Euro 2004 auquel la Turquie participe. Néanmoins, Hakan décroche le titre de champion de Turquie avec Galatasaray en 2005-2006 et en 2007-2008. Victime comme bien d'autres coéquipiers de la politique de rajeunissement de son club, Hakan est poussé vers la sortie. Il est contacté par bien d'autres clubs, mais il décide en 2008 de raccrocher les crampons dans le silence le plus complet.
Hakan est devenu un commentateur connu de football en Turquie après sa retraite sportive.

### Carrière politique
Lors des élections législatives turques de 2011, il se porte candidat sur la liste du parti AKP et entre au Parlement. Il démissionne du parti majoritaire en décembre 2013, étant en désaccord avec le Premier ministre Recep Tayyip Erdoğan. Il est jugé début 2016 pour « insulte » à Erdoğan, devenu président en 2014 ; il encourt quatre ans de prison.
Sa famille fait l'objet de pression et menaces : « La boutique de ma femme a été visée par des jets de pierre, mes enfants ont été harcelés dans la rue. J’ai reçu des menaces après chaque déclaration que j’ai faite. » 
Par la suite, il fuit le pays et annonce en décembre 2015 s'être installé en Californie (États-Unis) avec sa famille. Pour gagner sa vie, il est devenu chauffeur Uber et vend des livres. Après la tentative de coup d'État de 2016 en Turquie, Hakan Şükür et son père font l'objet d'un mandat d'arrêt émis par la Turquie dans le contexte des purges qui suivent cette tentative. Son père, resté en Turquie, est alors incarcéré. En 2017, il est décrit comme membre de l'« organisation terroriste de Fethullah Gülen » par un média officiel turc.
Lors de la coupe du monde de football 2022, un commentateur de la chaîne de télévision d'État turque TRT est retiré de l'antenne à la mi-temps pour avoir mentionné Şükür dans ses commentaires.
En janvier 2023, le ministère de l'Intérieur turc place Şükür sur la liste des terroristes recherchés. D'autres opposants au gouvernement turc sont aussi inclus sur la liste, dont le joueur de basket-ball Enes Kanter et au moins 15 journalistes (Can Dündar, Cevheri Güven (tr)…).

## Statistiques détaillées
| Saison                | Club                  | Championnat           | Championnat | Championnat | Coupe(s) nationale(s) | Coupe(s) nationale(s) | Compétition(s) continentale(s) | Compétition(s) continentale(s) | Compétition(s) continentale(s) | Total | Total |
| Saison                | Club                  | Division              | M.          | B.          | M.                    | B.                    | Comp.                          | M.                             | B.                             | M.    | B.    |
| 1987-1988             | Sakaryaspor           | Süperlig              | 3           | 0           | 2                     | 1                     | -                              | -                              | -                              | 5     | 1     |
| 1988-1989             | Sakaryaspor           | SL                    | 11          | 5           | -                     | -                     | -                              | -                              | -                              | 11    | 5     |
| 1989-1990             | Sakaryaspor           | SL                    | 27          | 5           | -                     | -                     | -                              | -                              | -                              | 27    | 5     |
| Sous-total            | Sous-total            | Sous-total            | 41          | 10          | 2                     | 1                     | -                              | -                              | -                              | 43    | 11    |
| 1990-1991             | Bursaspor             | SL                    | 27          | 4           | -                     | -                     | -                              | -                              | -                              | 27    | 4     |
| 1991-1992             | Bursaspor             | SL                    | 27          | 7           | 7                     | 3                     | -                              | -                              | -                              | 34    | 10    |
| Sous-total            | Sous-total            | Sous-total            | 54          | 11          | 7                     | 3                     | -                              | 2                              | 0                              | 63    | 14    |
| 1992-1993             | Galatasaray           | SL                    | 30          | 19          | 8                     | 5                     | C3                             | 6                              | 2                              | 44    | 26    |
| 1993-1994             | Galatasaray           | SL                    | 27          | 16          | 7                     | 4                     | C1                             | 9                              | 0                              | 43    | 20    |
| 1994-1995             | Galatasaray           | SL                    | 33          | 19          | 7                     | 1                     | C1                             | 8                              | 5                              | 48    | 25    |
| Sous-total            | Sous-total            | Sous-total            | 90          | 54          | 22                    | 10                    | -                              | 23                             | 7                              | 135   | 71    |
| 1995                  | Torino FC             | Serie A               | 5           | 1           | -                     | -                     | -                              | -                              | -                              | 5     | 1     |
| Sous-total            | Sous-total            | Sous-total            | 5           | 1           | -                     | -                     | -                              | -                              | -                              | 5     | 1     |
| 1996                  | Galatasaray           | SL                    | 25          | 16          | 7                     | 2                     | -                              | -                              | -                              | 32    | 18    |
| 1996-1997             | Galatasaray           | SL                    | 32          | 38          | 3                     | 4                     | C2                             | 4                              | 4                              | 39    | 46    |
| 1997-1998             | Galatasaray           | SL                    | 34          | 32          | 9                     | 2                     | C1                             | 7                              | 0                              | 50    | 34    |
| 1998-1999             | Galatasaray           | SL                    | 33          | 19          | 9                     | 2                     | C1                             | 7                              | 6                              | 49    | 27    |
| 1999-2000             | Galatasaray           | SL                    | 32          | 14          | 5                     | 1                     | C1+C3                          | 8+9                            | 4+6                            | 54    | 25    |
| Sous-total            | Sous-total            | Sous-total            | 156         | 119         | 33                    | 11                    | -                              | 35                             | 20                             | 224   | 150   |
| 2000-2001             | Inter Milan           | Serie A               | 24          | 5           | 1                     | 0                     | C1+C3                          | 1+8                            | 0+1                            | 34    | 6     |
| 2001-2002             | Parme FC              | Serie A               | 15          | 3           | -                     | -                     | C3                             | 1                              | 0                              | 16    | 3     |
| Sous-total            | Sous-total            | Sous-total            | 39          | 8           | 1                     | 0                     | -                              | 10                             | 1                              | 50    | 9     |
| 2002-2003             | Blackburn Rovers      | Premier League        | 9           | 2           | -                     | -                     | -                              | -                              | -                              | 9     | 2     |
| Sous-total            | Sous-total            | Sous-total            | 9           | 2           | -                     | -                     | -                              | -                              | -                              | 9     | 2     |
| 2003-2004             | Galatasaray           | SL                    | 28          | 12          | 1                     | 0                     | C1+C3                          | 7+2                            | 5+1                            | 38    | 18    |
| 2004-2005             | Galatasaray           | SL                    | 33          | 18          | 3                     | 4                     | -                              | -                              | -                              | 36    | 22    |
| 2005-2006             | Galatasaray           | SL                    | 31          | 10          | 4                     | 2                     | C3                             | 2                              | 1                              | 37    | 13    |
| 2006-2007             | Galatasaray           | SL                    | 26          | 4           | 2                     | 0                     | C1                             | 6                              | 1                              | 34    | 5     |
| 2007-2008             | Galatasaray           | SL                    | 28          | 11          | 4                     | 1                     | C3                             | 9                              | 2                              | 41    | 14    |
| Sous-total            | Sous-total            | Sous-total            | 146         | 55          | 14                    | 7                     | -                              | 26                             | 10                             | 186   | 72    |
| Total sur la carrière | Total sur la carrière | Total sur la carrière | 540         | 260         | 79                    | 32                    | -                              | 94                             | 38                             | 713   | 330   |

## Palmarès

### En club
- Vainqueur de la Coupe de l'UEFA en 2000 avec Galatasaray
- Champion de Turquie 1992, 1993, 1994, 1997, 1998, 1999, 2006 et 2008 avec Galatasaray
- Vainqueur de la Coupe de Turquie en 1988 avec Sakaryaspor et en 1993, 1996, 1999, 2000 et 2005 avec Galatasaray
- Vainqueur de la Coupe d'Italie en 2002 avec Parme FC

### Enéquipe de Turquie
- 112 sélections et 51 buts entre 1992 et 2008
- Participation à la Coupe du monde en 2002 (Troisième)
- Record du but le plus rapide de l'histoire de la Coupe du monde après 10,8 secondes[15] de jeu face à la Corée du Sud lors de la petite finale (match pour la 3e place de la compétition) en 2002 en Corée du Sud.
- Vainqueur des Jeux méditerranéens de 1993

### Distinctions personnelles
- Meilleur buteur du championnat de Turquie en 1997 (38 buts), en 1998 (33 buts) et en 1999 (18 buts)
- Soulier d'argent en 1998
- Soulier de bronze en 1997
- Joueur en or de l'UEFA en 2004
- Meilleur buteur mondial de l'année de première division en 1997
- Meilleur buteur de Galatasaray en championnat de Turquie avec 228 buts
- Meilleur buteur de toute l'histoire du championnat de Turquie avec 249 buts
- Meilleur buteur turc en compétitions européennes avec 37 buts
- Meilleur buteur turc en Ligue des champions avec 22 buts
- Meilleur buteur des équipes nationales turques avec 63 buts